# Mandjelia colemani
Mandjelia colemani là một loài nhện trong họ Barychelidae. Loài này phân bố ờ Queensland.